# Up Romance Road
Pour plus de détails, voir Fiche technique et Distribution.
Up Romance Road est un film muet américain réalisé par Henry King, sorti en 1918.

## Synopsis
À la recherche d'excitation, Gregory Thorne et Marta Millbanke décident de renoncer à un mariage conventionnel et de s'enfuir ensemble mais, lorsque les hommes que Gregory a engagés pour enlever Marta rencontrent dans le noir un groupe d'espions allemands, Marta dans la confusion est enlevée par les espions. Gregory suit les Allemands jusqu'à leur cachette, mais lui aussi est fait prisonnier. Lorsque les espions, conduits par le comte Hilgar Eckstrom, menacent de faire sauter l'usine de bateaux du père de Gregory à moins qu'il ne cesse de ravitailler les alliés, Gregory se libère et délivre Marta, appelle la police et se rue à l'usine. Dans l'entrepôt, Gregory ordonne à Eckstrom de déconnecter la minuterie de la bombe et, au dernier moment, l'espion révèle l'emplacement de la bombe. Ayant eu leur lot d'excitation, Gregory et Marta organisent un mariage tranquille.

## Fiche technique
- Titre original : Up Romance Road
- Réalisation : Henry King
- Scénario : Stephen Fox
- Photographie : John F. Seitz
- Société de production : William Russell Productions, American Film Company
- Société de distribution : Mutual Film Corporation
- Pays de production :  États-Unis
- Langue : anglais
- Format : Noir et blanc - 35 mm - 1,37:1 - Muet
- Genre : Comédie dramatique
- Durée : 5 bobines
- Dates de sortie :
  - États-Unis : 24 juin 1918
- Licence : Domaine public

## Distribution
- William Russell : Gregory Thorne
- Charlotte Burton : Marta Millbanke
- John Burton : Samuel Thorne
- Joseph Belmont : Thomas Millbanke
- Carl Stockdale : Comte Hilgar Eckstrom
- Emma Kluge : Mme Millbanke
- Claire Du Brey : Hilda